# Callyna contracta
Callyna contracta är en fjärilsart som beskrevs av W. Warren 1913. Callyna contracta ingår i släktet Callyna och familjen nattflyn. Inga underarter finns listade i Catalogue of Life.